# تریپلت (میزوری)
تریپلت (به انگلیسی: Triplett) یک شهر در ایالات متحده آمریکا است که در شهرستان چاریتون، میزوری واقع شده‌است. تریپلت ۰٫۶۰ کیلومتر مربع مساحت و ۴۱ نفر جمعیت دارد و ۲۰۱ متر بالاتر از سطح دریا واقع شده‌است.